# Jean-Joseph Julaud
Pour les articles homonymes, voir JJJ.
Jean-Joseph Julaud, né le 18 juin 1950 à Guéméné-Penfao (Loire-Atlantique), est un écrivain français. Il est l'auteur de romans, nouvelles, livres pratiques et essais, dont plusieurs à succès, notamment L'Histoire de France pour les Nuls et La Littérature française pour les Nuls.
Professeur de français (certifié de lettres modernes) et d'histoire-géographie pendant de nombreuses années, il se consacre aujourd'hui entièrement à l'écriture.

## Œuvres
- 1983 : Le Sang des choses, contes et nouvelles, Corps 9 Éditions. Prix de l'Académie de Bretagne, Prix de la Nouvelle de la Ville du Mans
- 1984 : La Nuit étoilée, nouvelles, Corps 9 Éditions. Prix de la Fondation Paul Ricard
- 1986 : Pour mieux dire : « Peut mieux faire », guide pratique à l'usage des enseignants, éditions François Chapel
- 1994 : Mort d'un kiosquier, récits, éditions Critérion. Bourse Thyde-Monnier de la Société des Gens de Lettres
- 1995 : Le Blues du Petit Prince, avec Christophe Robert, éditions Plein Sud
- 1999 : On dit, on prononce, on écrit, on conjugue, éditions First
- 1999 : Mon enfant est au collège, avec Claudine Julaud, éditions First
- 1999 : Mon enfant est à l'école primaire, avec Claudine Julaud, éditions First
- 2000 : Le petit livre du français correct, éditions First
- 2001 : Ça ne va pas ? Manuel de poésiethérapie, le Cherche midi éditeur
- 2001 : Tu feras l'X, roman, Liv'Éditions. Grand prix des écrivains de l'Ouest 2002
- 2001 : Le Français correct pour les Nuls, éditions First
- 2001 : Le Petit Livre des tests du français correct, éditions First
- 2002 : Le Petit Livre de la conjugaison correcte, éditions First
- 2003 : Café grec, roman, le Cherche midi éditeur. Prix Hugues Rebell 2004
- 2003 : Plus de 800 questions, catégorie lettres, éditions First
- 2003 : Plus de 800 questions, catégorie sciences, éditions First
- 2004 : Le Petit Livre de la grammaire facile, éditions First
- 2004 : L'Histoire de France pour les Nuls, éditions First
- 2004 : Le Français correct pour les Nuls, volume poche, éditions First
- 2005 : La Littérature française pour les Nuls, éditions First
- 2005 : La Marche de l'empereur, trois albums pour enfants, éditions Hachette.
- 2005 : L'Histoire de France illustrée pour les Nuls, éditions First
- 2006 : Les Grandes Dates de l’Histoire de France, Éditions Générales First  (ISBN 2-75400-143-3)
- 2006 : Petite anthologie de la poésie française, éditions First
- 2006 : La Géographie française pour les Nuls, éditions First
- 2006 : La Littérature française illustrée pour les Nuls, éditions First
- 2006 : L'Histoire de France pour les Nuls, 2 volumes poche, éditions First
- 2007 : Les Petits et grands personnages de l'Histoire de France, éditions First
- 2007 : Le Petit livre des grands écrivains, éditions First
- 2008 : Cahier de Culture générale pour les Nuls
- 2008 : Cahier de Lettres et langue française pour les Nuls
- 2008 : Cahier d'Histoire de France pour les Nuls
- 2008 : 121 Paris, éditions First
- 2008 : Plus-que-parfait, petit précis sur l'art de bien conjuguer, éditions First
- 2008 : Petite Anthologie de la poésie amoureuse, éditions First
- 2008 : La Littérature française pour les Nuls, 2 volumes poche
- 2008 : Camarón, roman, le Cherche midi éditeur
- 2009 : Le Petit livre des liaisons, éditions First
- 2009 : Cahier Histoire du monde, avec H.Gest, éditions First
- 2009 : Cahier de Culture générale pour les Nuls 2, éditions First
- 2010 : Le Petit Livre des fables de La Fontaine, éditions First
- 2010 : Ciel, ma dictée !, préface d'Anna Gavalda, éditions First
- 2010 : Cahier de culture générale pour les Nuls 3, éditions First
- 2010 : L'Histoire de France pour les Nuls Juniors, éditions First
- 2010 : La Poésie française pour les Nuls, éditions First
- 2011 : La Dictée pour les Nuls, éditions First
- 2011 : Camarón, roman traduit en espagnol, collection Ficción, éditions Universidad Veracruzana
- 2011 : Cahier de culture générale pour les Nuls 4, éditions First
- 2011 : Cahier d'Histoire pour les Nuls, éditions First
- 2011 : Le Français correct pour les Nuls, nouvelle édition
- 2011 : Une minute par jour pour les Nuls, trois calendriers perpétuels : Français, Histoire, Culture générale
- 2011 : L'Histoire de France pour les Nuls en BD, tome 1, éditions First
- 2011 : Le Cheval en 100 poèmes, éditions Omnibus
- 2012 : Ça ne va pas ? Manuel de poésiethérapie, édition « poche », le Cherche midi éditeur
- 2012 : L'Histoire de France pour les Nuls en BD, tome 2, éditions First
- 2012 : Cahier de culture générale pour les Nuls 5, éditions First
- 2012 : Le Français pour les Nuls juniors, éditions First
- 2012 : La France du XXe siècle en images, éditions Gründ
- 2012 : L'Histoire de France pour les Nuls en BD, tome 3, Des croisades aux Templiers, éditions First
- 2013 : En tête à tête avec Marcel Pagnol, William Leymergie, Jean-Joseph Julaud, illustrations de Philippe Lorin, éditions Gründ
- 2013 : L'Histoire de France pour les Nuls en BD, tome 4, La guerre de Cent Ans, éditions First
- 2013 : Le Grand Cahier de culture générale, éditions First
- 2013 : Les Châteaux-forts, collection « Pour les Nuls présente… », éditions First-Gründ
- 2013 : Cent poèmes entre chiens et loups, anthologie poétique, éditions Omnibus
- 2013 : Le Cheval en 60 poèmes, éditions Pocket
- 2013 : L'Histoire de France pour les Nuls, 2e édition, enrichie de 40 dessins de Chaunu, éditions First
- 2014 : Les plus beaux poèmes d'Apollinaire, éditions First
- 2014 : L'Histoire de France pour les Nuls en BD, tome 5, de Louis XI à François Ier, éditions First
- 2014 : Pour les Nuls présente : L'Histoire de France, éditions Gründ
- 2014 : Les Fleurs du mal, Baudelaire. Poèmes commentés, éditions First
- 2014 : La Littérature française pour les Nuls, 2e édition, enrichie de 40 dessins de Chaunu, éditions First
- 2014 : Les Malchanceux de l'Histoire de France, 20 récits historiques, le Cherche midi éditeur
- 2015 : L'Histoire de France pour les Nuls en BD, tome 6, les Guerres de Religion, éditions First
- 2015 : La Nouvelle Petite Anthologie de la poésie française, éditions First
- 2015 : Les Plus Beaux Poèmes de Victor Hugo, éditions First
- 2015 : 50 questions autour du français - chroniques de JJJ dans l'émission d'Emmanuel Davidenkoff sur France Info, coédition éditions First et France Info
- 2015 : Histoires extraordinaires de chats et autres animaux, illustrations d'Emmanuel Chaunu, éditions First
- 2015 : L'Histoire de France illustrée pour les Nuls, 2e édition, avec 40 dessins d'Emmanuel Chaunu, éditions First, prix « Pédagogie » de La Forêt des Livres
- 2016 : Conjuguer sans fautes pour les Nuls, éditions First
- 2016 : Les Grandes Dates de l'Histoire de France pour les Nuls, éditions First
- 2016 : Les Fables de La Fontaine, illustrations d'Emmanuel Chaunu, éditions First
- 2017 : La Poésie de Jean Orizet, anthologie thématique et commentée, le Cherche midi éditeur
- 2017 : Les Malchanceux de l'Histoire de France, éditions Librio
- 2017 : Cahier de dictées pour les Nuls, de Paris à Montréal, éditions First
- 2017 : La Conjugaison pour les Nuls, éditions First
- 2017 : L'Histoire de France pour les Nuls en BD, tome 7, le Roi Soleil, éditions First
- 2017 : L'Histoire de France pour les Nuls en BD, tome 8, la Révolution et l'Empire, éditions First
- 2017 : L'Histoire de France pour les Nuls en BD, intégrale 1, rassemblant les volumes 1, 2 et 3
- 2017 : L'Histoire de France pour les Nuls en BD, intégrale 2, rassemblant les volumes 4, 5, 6 et 7
- 2017 : 10 règles de français pour 99 % de fautes en moins, éditions First
- 2018 : Victor Hugo en un clin d'oeil, éditions First
- 2018 : L'Histoire de France pour les Nuls en BD, tome 9, le XIXe siècle, éditions First
- 2018 : L'Histoire de France pour les Nuls en BD, tome 10, le XXe siècle, éditions First
- 2019 : La Petite Anthologie de la poésie française - 320 pages - éditions First
- 2019 : 10 règles de français pour faire 99% de fautes en moins, collection Le goût des mots (Philippe Delerm), éditions Points
- 2019 : 50 idées reçues sur l'Histoire de France, collection Pour les Nuls, éditions First
- 2019 : L'Histoire de France pour les Nuls, 3ᵉ édition, éditions First
- 2019 : L'Histoire de France pour les Nuls en BD, tome 10, le XXe siècle, éditions First
- 2020 : Anthologie de la poésie française, illustrations de Pierre Fouillet, éditions First
- 2020 : Des mots par la fenêtre, participation au recueil de textes écrits pendant le confinement par 64 auteurs pour soutenir les soignants, éditions 12-21
- 2020 : L'Histoire de France pour les Nuls, 2 volumes poche, 2ᵉ édition, éditions First
- 2020 : L'Histoire de France pour les Nuls en BD, intégrale 3, rassemblant les volumes 8, 9 et 10, éditions First
- 2021 : Dans la tête des poètes, illustrations de Pierre Fouillet, éditions First
- 2021 : Le Petit Livre de la grammaire facile, 2e édition, First
- 2021 : Les Fables de La Fontaine, illustrations d'Emmanuel Chaunu, nouvelle édition, First
- 2021 : La vie et les poèmes de Charles Baudelaire, spectacle de plein air écrit par JJJ, avec pour interprète principale Macha Méril, sur une musique de Michel Legrand, représenté le 29 août lors de La Forêt des livres à Chanceaux-près-Loches (37),
- 2021 : L'Esprit des mots, sous la direction d'Alain Bentolila, article "goût", éditions First
- 2022 : Le Petit Livre des grandes dates de l'histoire de France", 2e édition, First
- 2022 : La Géographie française pour les Nuls, 2e édition
- 2022 : Les Malchanceux de l'histoire de France, éditions Tallandier, coll. « Texto »
- 2022 : 1000 ans d'histoire autour du monde, illustrations d'Anne-Lise Combeaud, éditions First
- 2022 : Petite Anthologie de la poésie féline, éditions First
- 2022 : Le français correct pour les nuls, poche, 2e édition, First
- 2022 : L'Antidoute  - Petit manuel à l'usage de ceux qui doutent - : tout ce qu'il faut savoir en littérature et langue française, First
- 2022 : J'aime la France - Association des Écrivains combattants, éditions Glyphe
- 2023 : L'Histoire de France en 100 événements pour les nuls, éditions First
- 2023 : Le Grand 365, 100% culture générale, éditions First
- 2024 : Love history, 45 histoires d'amour qui ont fait l'histoire de France, éditions First
- 2024 : Vie et passion d'Ariane de Frise, roman, éditions Ella
- 2024 : Le fabuleux trésor caché des Templiers, et 49 autres mythes et légendes de l’histoire de France, éditions First
- 2024 : Le Grand 365 100% Culture G 2025, éditions First
- 2024 : L'Histoire de France pour les nuls, l'édition des 20 ans, éditions First
- L'Histoire de France pour les Nuls en bande dessinée est écrite, à partir du livre L'Histoire de France pour les Nuls, par deux scénaristes en alternance : Laurent Queyssi (1, 3, 5, 7, 9) et Hervé Loiselet (2, 4, 6, 8, 10). Les dessinateurs sont Génois : Gabriele Parma et Vincenzo Acunzo. Le storyboard est assuré par Dan Popescu, les couleurs par Véra Daviet ou Silivia Fabris, le lettrage par Novy. Le dossier final "La Partie des dix" est écrit par Jean-Joseph Julaud.
- Le livre Les Grandes Dates de l'Histoire de France pour les Nuls, disponible gratuitement en version électronique, a été téléchargé plusieurs millions de fois depuis septembre 2014, ce qui le classe n°1 des livres électroniques gratuits les plus téléchargés.

À propos de « L’Histoire de France pour les nuls »
« À mes yeux, la première manifestation spectaculaire en intérêt croissant pour l'Histoire a été le succès rencontré par « L'histoire de France pour les Nuls ». Cet ouvrage s'est vendu depuis sa parution à plus d'un million d'exemplaires ! À l'époque de sa sortie, je dirigeais Armand Colin, maison qui avait un très beau catalogue en histoire. Comme beaucoup de mes confrères spécialisés (ou pas), je m'alarmais déjà de la baisse moyenne des ventes de nos titres et de notre difficulté à aller séduire un public plus large. Et tout à coup, ce livre est tombé en librairie comme une météorite. Aucun de nous, soyons honnêtes, n'aurait à l'époque osé un tel coup. Mais il nous fallait le saluer, et sans maugréer, car il portait une bonne nouvelle : les Français aimaient encore beaucoup l'histoire ! À nous de savoir les intéresser sans rien abdiquer mais en sortant, selon l'expression du moment, de notre « zone de confort » éditoriale. Dans les années suivantes, ont paru beaucoup de livres de vulgarisation historique. Des émissions sont devenues des classiques : « Secrets d'Histoire » bien sûr, celle de Franck Ferrand sur Europe 1, de Jean Lebrun sur France inter, pour ne citer qu'elles. Et cette veine se prolonge aujourd'hui avec diversité et talent sur YouTube ou dans une offre de podcasts en expansion constante. Bref, les Français aiment l’histoire. ».
Guillaume Dervieux, directeur délégué à la stratégie et à la transformation du groupe Éditis - Histoire Magazine n°4, février 2019

Direction de collection Régions de France pour les Nuls
- 2010 : La Corse pour les Nuls - Thierry Ottaviani
- 2010 : L'Alsace pour les Nuls - Astrid Ruff et Pierre Kretz
- 2011 : La Bretagne pour les Nuls -  Jean-Yves Paumier
- 2012 : Le Nord - Pas-de-Calais pour les Nuls - Guy Dubois
- 2012 : Le Pays basque pour les Nuls - Jean-Baptiste Coyos, Jasone Salaberria-Fuldain
- 2012 : La Provence pour les Nuls - Philippe Blanchet, Jean-Michel Turc, Rémi Venture
- 2012 : L'Auvergne pour les Nuls - Marie-Claire Ricard, Caroline Drillon
- 2013 : La Bourgogne pour les Nuls - Bernard Lecomte
- 2013 : Savoie Mont-Blanc pour les Nuls - Brigitte Baudriller
- 2014 : La Vendée pour les Nuls - Michel Chamard

Direction de collection Autres ouvrages
- 2010 : L'Humour pour les Nuls - Gordon Zola
- 2011 : Le Guide d'achat des vins pour les Nuls - Benoist Simmat et Denis Saverot
- 2011 : Éduquer son enfant pour les Nuls - Stéphane Clerget et Marie Bernard
- 2012 : Jeanne d'Arc pour les Nuls - Alain-Gilles Minella
- 2012 : Bien acheter son vin pour les Nuls - Benoist Simmat et Denis Saverot
- 2012 : L'Histoire du Québec pour les Nuls - Eric Bédard
- 2013 : Mozart pour les Nuls - Thierry Geffrotin
- 2013 : Médecin d'urgences, « un témoignage intense et émouvant, au plus près de l’action » — Marc Magro
- 2022 : Histoire de la Bretagne pour les Nuls - Joël Cornette, éditions First

## Émissions
Jean-Joseph Julaud est intervenu régulièrement dans les journaux de France Inter, France Info, RTL, Europe 1, RMC, Sud Radio, et dans l'émission Les Pieds dans le plat sur Europe 1.
Pendant plusieurs années, dans Un jour, une question sur France Info, il a assuré une chronique sur la langue française avec Emmanuel Davidenkoff.
Il fut régulièrement invité dans l'émission Les experts sur France Bleu Île-de-France, avec Laurent Petitguillaume ou Billie, et sur France Bleu Isère avec Christian Rougé.
En 2008 et 2009, il assure avec Anne-Marie Revol une chronique sur la langue française dans l'émission de Sophie Davant C'est au programme.
Durant plusieurs étés, avec Anne-Marie Revol, il intervient dans Télématin (France 2) à propos de sujets concernant l'histoire.
Les 22 et 29 décembre 2016, il anime sur la chaîne de télévision M6, en soirée, à partir de 21 h, l'émission Petits Génies produite par GTNCO.
De septembre 2017 à juin 2019, il assure une chronique hebdomadaire sur la langue française dans l'émission de Sophie Davant C'est au programme sur France 2.
Du 15 janvier 2018 à juin 2019, La leçon du professeur Julaud est diffusée chaque lundi sur la chaîne Youtube « Pour les Nuls ».

## Podcasts
2022 : Mythes Mythos ! 53 idées reçues à propos de l’Histoire de France, 53 podcasts, des Gaulois à la Seconde Guerre mondiale. Ces idées reçues sont exposées, analysées, démontées puis rebâties sur un socle de vérité qu’agrémentent d’utiles développements documentaires sur la grande Histoire ou de piquantes anecdotes qui rassasieront les friands de la petite histoire. À découvrir sur Majelan.com et sur d'autres plateformes (Spotify, Deezer, Google, etc.)
2023 : Love History, saison 1 : Jusqu’où est allé Henri IV pour sa belle ? Quelle a été la plus grande histoire d’amour de Napoléon ? Et qui était le premier troubadour de l’histoire ? L’Histoire de France est remplie d’histoires d’amour, tendres, surprenantes… et souvent mal connues ! Dans ce programme, Jean-Joseph Julaud nous fait partager les aventures et déceptions amoureuses des rois, reines et empereurs de France, sans oublier leurs plus grandes conquêtes.  À découvrir sur Majelan.com et sur d'autres plateformes (Spotify, Deezer, Google, etc.)
2024 : Love history, saison 2 : L’amour passion de Marie-Antoinette pour Axel de Fersen, l’amour fusion du roi Louis IX et Marguerite de Provence, l’amour fou d’Adam Lux pour Charlotte Corday, plus fou encore, celui d’Henri IV pour Charlotte de Montmorency, le polyamour d’Adolphe Thiers, l’amour caprice de Louis XIII et Marie de Hautefort, l’amour brisé d’Henri III et de Marie de Clèves, l’étrange amour de Philippe Auguste et Ingeburg de Danemark, l’amour sans espoir de Claire de Duras pour Chateaubriand, l’amour à mort d’Henry de Cheverny et François Chabot, les quatre mois d’éternité de César Borgia et Charlotte d’Albret, la folle tendresse d’Odinette pour son roi fou, et tant d’autres… Sur la plateforme Majelan

## Prix littéraires
- 1983 : prix de l'Académie de Bretagne
- 1983 : prix de la Nouvelle de la ville du Mans
- 1984 : prix de la Fondation Paul Ricard
- 1994 : bourse Thyde-Monnier de la Société des Gens de Lettres
- 2002 : grand prix des Écrivains de l'Ouest
- 2004 : prix Hugues Rebell
- 2015 : prix Pédagogie, La Forêt des Livres

## Parrainage
Jean-Joseph Julaud est le parrain de l'association « Mathys, un rayon de soleil » créée pour soutenir les enfants malades, leur famille, les médecins et chercheurs dans la lutte contre le cancer chez l’enfant, et plus spécifiquement contre la gliomatose cérébrale, un cancer cérébral infantile méconnu à ce jour. Mathys est mort le 9 octobre 2015 après 9 mois de combat contre cette maladie.

## Distinctions
Chevalier dans l'Ordre des Palmes Académiques (2007).